# Válečné loďstvo

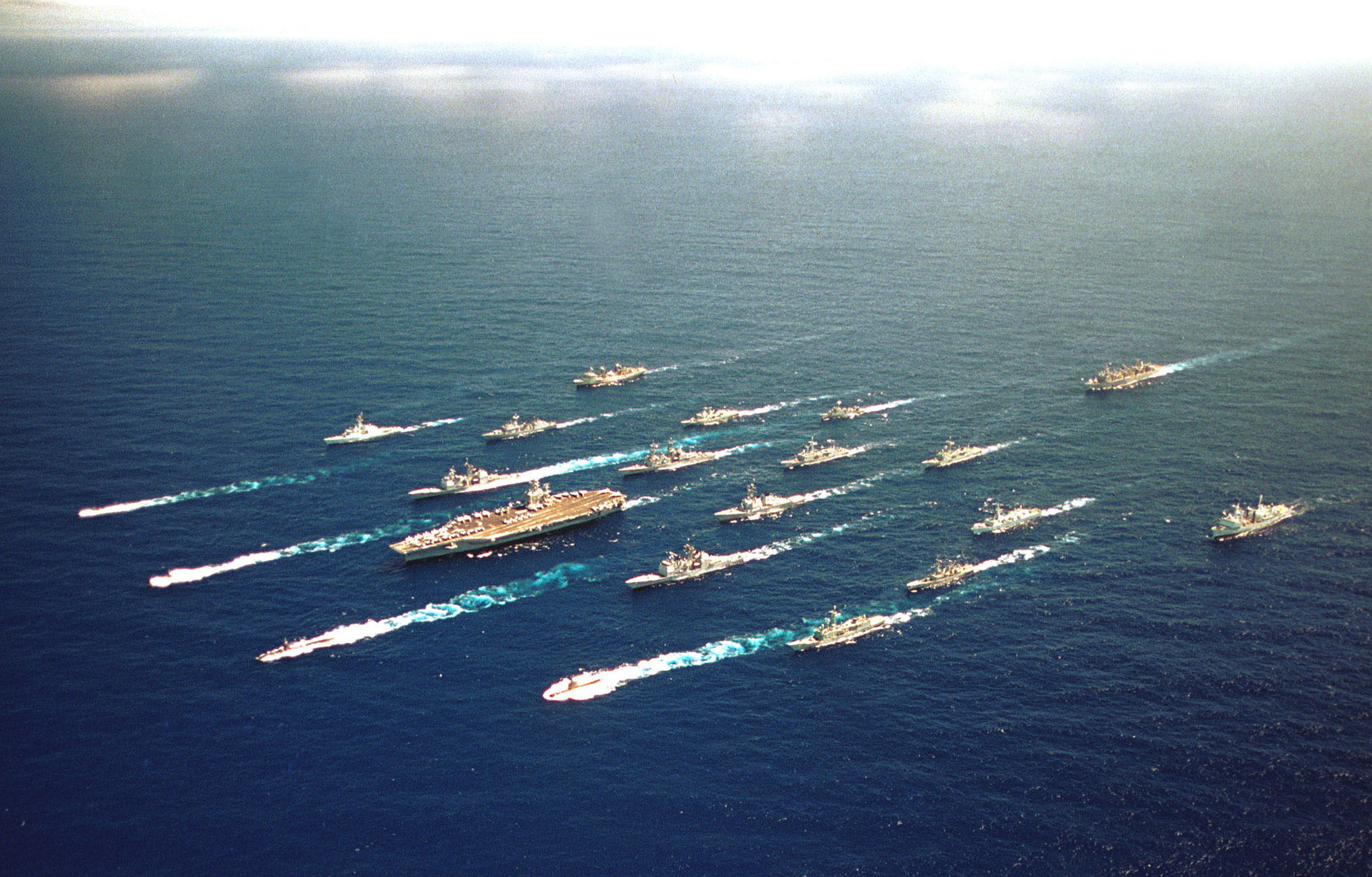
Letadlová loď USS Abraham Lincoln s doprovodem

Válečné loďstvo (tzv. námořnictvo) je součástí ozbrojených sil přímořských států. Primárně působí na moři, ale jeho součástí mohou být i složky působící na zemi (námořní pěchota) a ve vzduchu (námořní nebo palubní letectvo). Námořnictvo používá řadu druhů plavidel, největší z nich jsou letadlové lodě a v minulosti i lodě bitevní. Vzhledem k jejich pořizovacím a provozním nákladům si je ale může dovolit pouze několik zemí a ostatní státy opírají svoji námořní sílu o menší jednotky. Na současných lodích jsou umístěny protiletadlové a protilodní rakety, které mohou být schopné zasáhnout cíl vzdálený i přes 100 km.

## Historie
Historie válečného námořnictva je stará jako mořeplavba sama, první válečné lodě se snažily potopit nepřítele tím, že v jeho lodi vytvořily otvor klounem na přídi vlastní lodi, dále po sobě lodě střílely z balist. Řekové také začali používat první plamenomet (řecký oheň).